# Turnu Roșu (gmina)
Turnu Roșu – gmina w Rumunii, w okręgu Sybin. Obejmuje miejscowości Sebeșu de Jos i Turnu Roșu. W 2011 roku liczyła 2415 mieszkańców.